# Ragnarok (zespół muzyczny)
Ragnarok – norweska grupa muzyczna założona w 1994 roku. Zespół wykonuje black metal, w tekstach dominują motywy pogańskie, antychrześcijańskie i satanistyczne, jak również dotyczące historii wikingów.
Nazwa zespołu pochodzi z języka staronordyjskiego, w którym Ragnarök oznacza walkę bogów.

## Historia

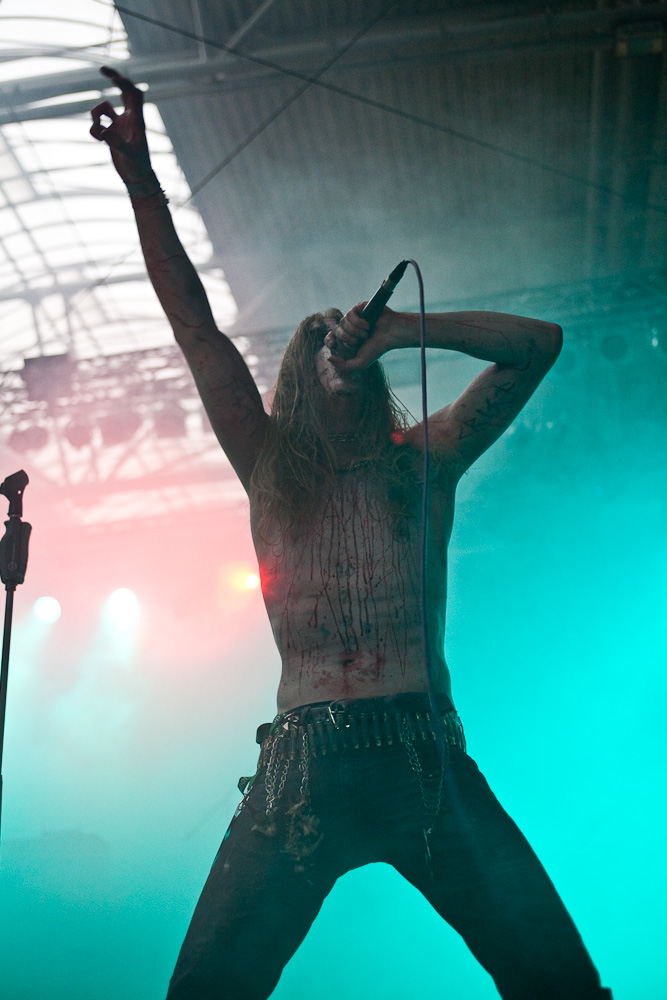
HansFyrste, 2010

Zespół Ragnarok powstał w 1994 roku, w norweskim mieście Sarpsborg. Początkowo grupę stanowili: Thyme (wokal), Jerv (bas), Rym (gitara) i Jontho (perkusja). W tym składzie muzycy nagrali swoje pierwsze demo zawierające utwór "Et Vinterland i Nord". Nagranie zostało dobrze przyjęte przez odbiorców, co wkrótce zaowocowało kontraktem na wydanie debiutanckiego albumu, podpisanym ze znaczącą wytwórnią Head Not Found. Pierwszy album zespołu, zatytułowany Nattferd ukazał się w 1995 roku.
Zespół nie był zadowolony ze współpracy z wytwórnią, dlatego w 1996 roku członkowie Ragnarok postanowili zakończyć tę współpracę. W trakcie negocjacji przedstawiciele wytwórni przekonali zespół do pozostania w Head Not Found i podpisania kontraktu na kolejne dwa albumy, oferując znacznie lepsze warunki. Niestety, to posunięcie zmusiło zespół do rezygnacji z podpisania umowy z Century Media Records, niemiecką wytwórnią, która wyraziła swoje zainteresowanie zespołem po jednym z koncertów w Oslo tego samego roku.
W 1997 roku Ragnarok wydał drugi album, zatytułowany Arising Realm. W nagrywaniu płyty uczestniczył Shagrath, wokalista Dimmu Borgir, który tym razem popisał się umiejętnością gry na instrumentach klawiszowych. W 1998 roku zespół odbył pierwszą trasę koncertową, dając osiem koncertów w Danii i Niemczech, muzycy wystąpili również podczas Hellraiser Festival w Lipsku.
Pod koniec 1998 roku Ragnarok zaczął nagrywać Diabolical Age, ich trzeci w kolejności pełny album. Nagrywanie zajęło grupie rok, co było spowodowane zmianami personalnymi w grupie. Thyme opuścił zespół, na jego miejsce pojawił się Astaroth, dołączył również Sander jako drugi gitarzysta. Diabolical Age został wydany w 2000 roku.
W 2000 roku Ragnarok rozpoczął krótką trasę ze szwedzkim zespołem blackmetalowym Satanic Slaughter, podczas której stało się jasne iż Astaroth nie nadaje się do dalszej współpracy z zespołem. Opuścił on grupę tuż po zakończeniu trasy, a na jego miejsce pojawił się Lord Arcamous. W 2002 roku nakładem Regain Records ukazał się czwarty album zespołu, zatytułowany In Nomine Satanas. Po ukazaniu się płyty Lord Arcamous został zastąpiony przez Høesta, założyciela blackmetalowej grupy Taake.
W 2004 roku zespół wydał płytę Blackdoor Miracle (Regain Records). Trzy lata później Rym, Jerv i Høest opuścili grupę. W 2008 roku skład zespołu uzupełnili: HansFyrste, Decepticon, Brigge (zastąpiony w 2010 roku przez Bolverka).
W 2010 roku zespół wydał płytę Collectors Of The King.

## Muzycy

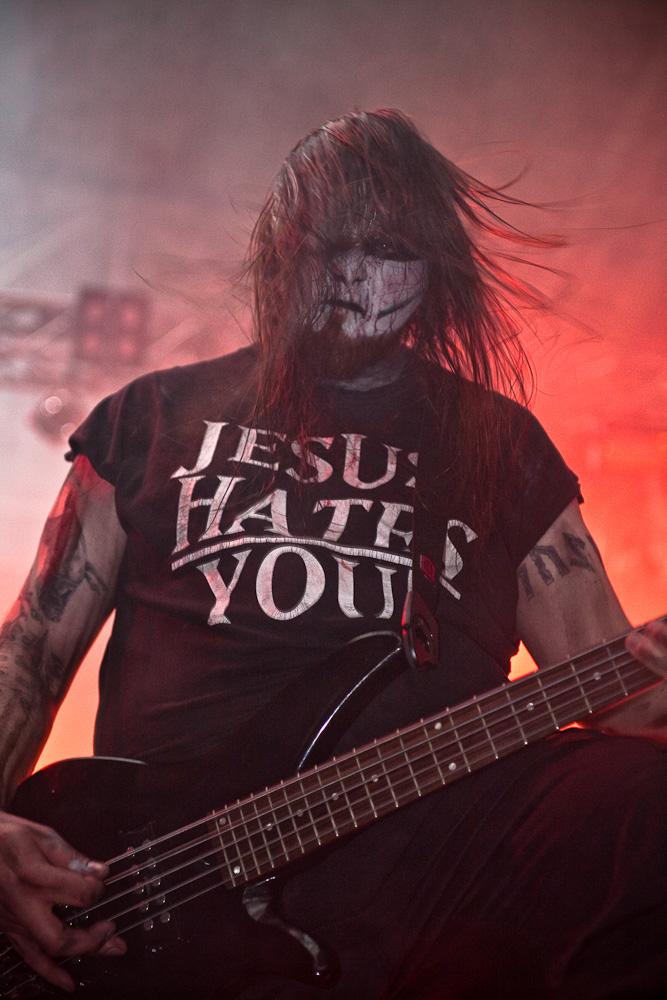
DezeptiCunt, 2010

| Obecny skład zespołu - John Thomas "Jontho" Bratland – perkusja (1994-2015), wokal prowadzący (od 2014) - Bolverk – gitara (od 2010) - Daniel "Malignant" Minge – perkusja (od 2015) Muzycy koncertowi - Daniel "Malignant" Minge – perkusja (2014-2015) - Martin Blystad Almli – gitara basowa (od 2015) - Christopher Rakkestad – gitara basowa (od 2016) - Odd Arne "Venomenon" Mæle – wokal prowadzący (2013) |  | Byli członkowie zespołu - Tom "Jerv" Richardsen – gitara basowa (1994-2007) - Øyvind "Rym" Trinborg – gitara (1994-2007) - Dag Ronny "Thyme" Hansen – wokal prowadzący (1994-1999) - Alexander "Sander" Langsholt – gitara (1999-2000) - Tor Erik "Astaroth" Simensen – wokal prowadzący (2000-2001) - Christer "Lord Arcamous" Evensen – gitara, wokal prowadzący (2001-2002) - Ørjan "Hoest" Stedjeberg – wokal prowadzący (2002-2007) - Svein-Ivar "DezeptiCunt" Sarassen – gitara basowa, wokal wspierający (2008-2015) - Brigge – gitara (2008-2010) - HansFyrste – wokal prowadzący (2008-2014) |

## Dyskografia

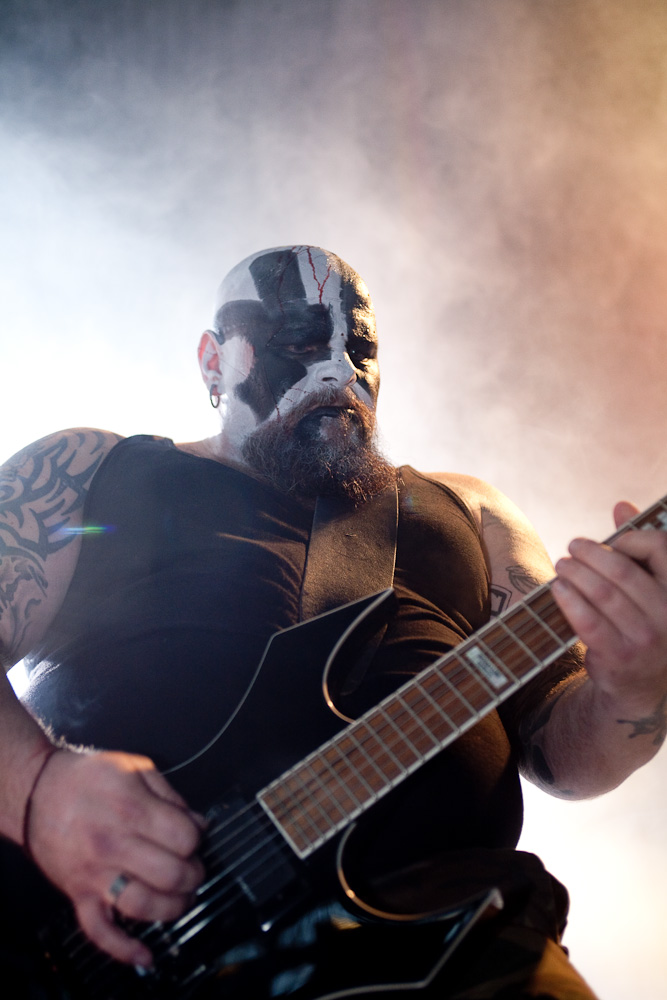
Brigge, 2010

Opracowano na podstawie materiału źródłowego:
Albumy studyjne
- Nattferd (1995, Head Not Found)
- Arising Realm (1997, Head Not Found)
- Diabolical Age (2000, Head Not Found)
- In Nomine Satanas (2002, Regain Records)
- Blackdoor Miracle (2004, Regain Records)
- Collectors of the King (2010, Regain Records)[5]
- Malediction (2012, Agonia Records)[6]
- Psychopathology (2016, Agonia Records)[7]

Dema
- Et Vinterland I Nord (1994, Gronn Musikk)
- Pagan Land (1995, wydanie własne)